# サーハン・ベシャラ・サーハン
サーハン・ベシャラ・サーハン（سرحان بشارة سرحان、Sirhan Bishara Sirhan、1944年3月19日 - ）は、パレスチナ系アメリカ人で、元アメリカ合衆国司法長官で大統領候補であったロバート・ケネディの暗殺犯。

## プロフィール

### 生い立ち
イギリス統治下のパレスチナ、エルサレムで生まれたサーハンは、12歳の時に家族とともにアメリカのニューヨーク州に移民した。その後カリフォルニア州に移ったサーハンは、パサデナ・シティ・カレッジを卒業後の1965年にサンタアニタパーク競馬場に就職した。

### ロバート・ケネディ暗殺
1968年6月5日に、民主党選出の大統領候補で元司法長官でもあるロバート・ケネディが、ロサンゼルスのアンバサダーホテルの宴会場で行われた予備選の祝勝会で演説した後、会場を出るための近道として調理場を通る途中に、サーハンが22口径の銃でロバートを撃ち、さらに周辺にいた5人にも重軽傷を負わせた。サーハンはその場で無傷で取り押さえられたものの、ロバートは右脳を損傷し、翌6日早朝死亡した。

### 疑惑

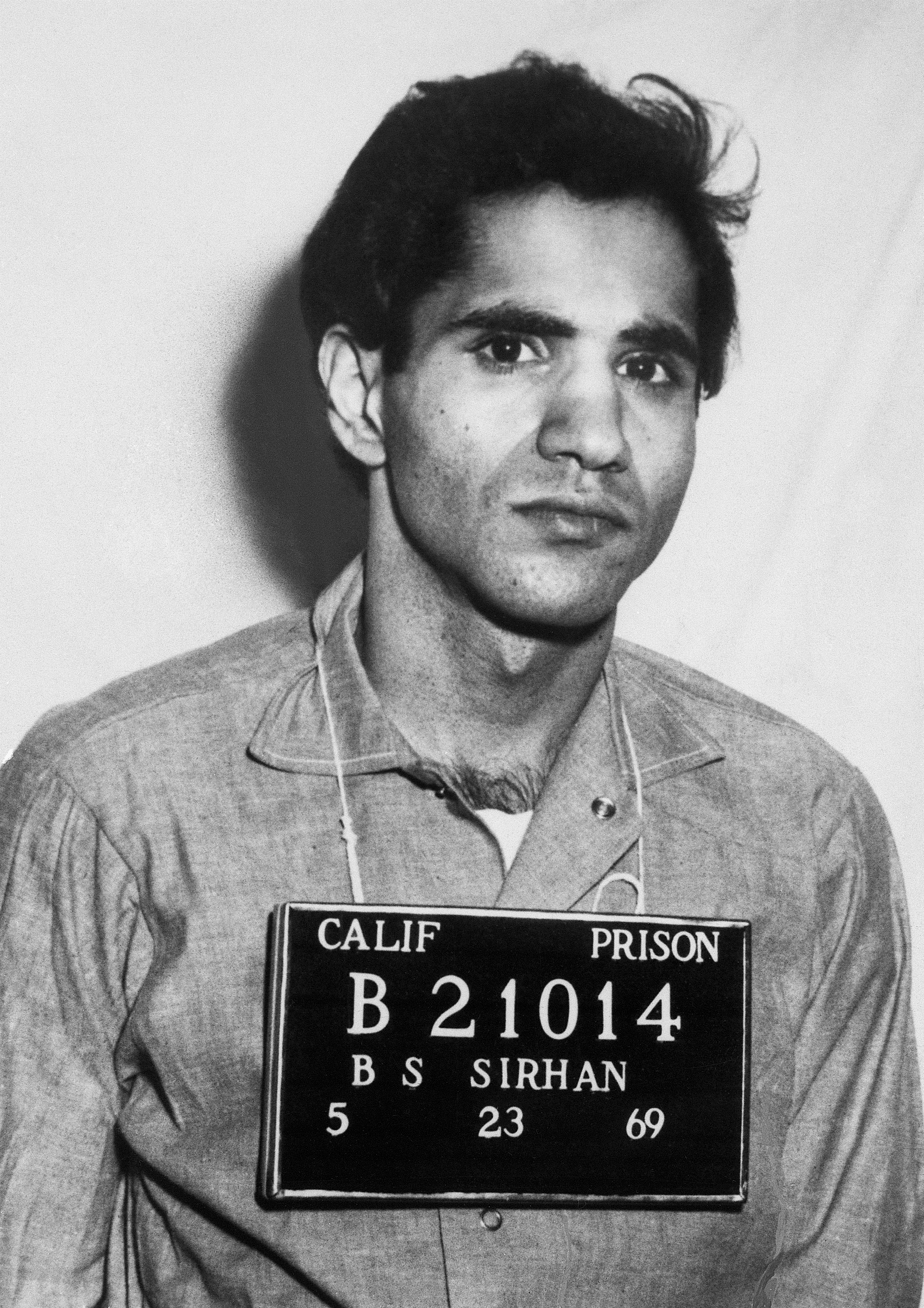
サーハン・ベシャラ・サーハンのマグショット（1969年5月23日）

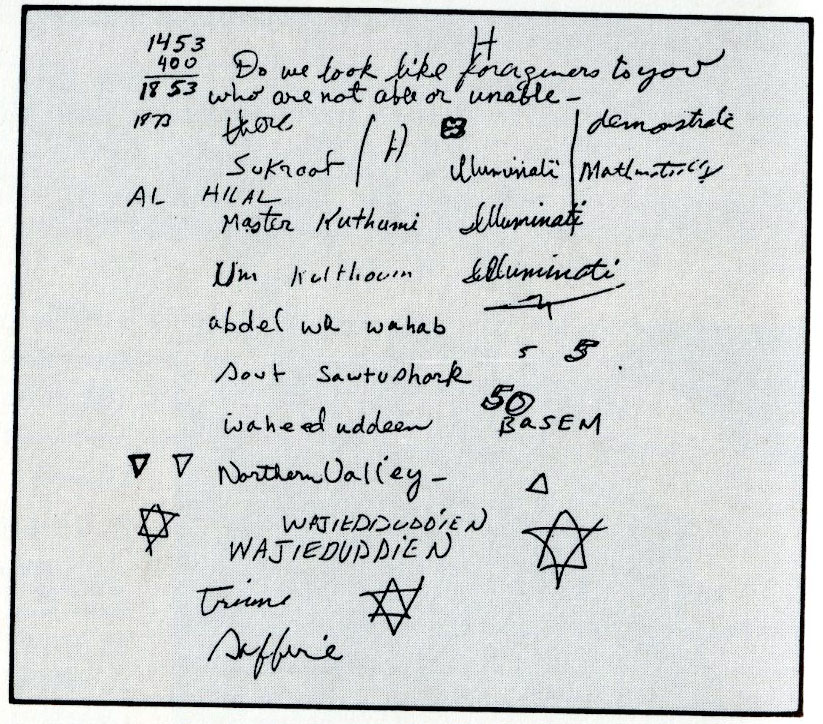
サーハンが犯行前に書いていたとされる、イスラエルを非難した日記

その後サーハンは暗殺動機を「ケネディが親イスラエル的言動を行ったため」と発言したものの、その後「銃撃の瞬間のことは覚えていない」と発言したことや、銃撃後その場から逃げようとするどころか銃を構えたまま立ちつくしていたなど、不自然な言動を取ったことから、「サーハンは犯行時に何者かによって催眠術を施されていた」という説もある。
また、銃撃直前にサーハンがホテル内のバーで会話をしていた白人女性が、なぜか事件後に衣服を事件現場周辺に脱ぎ捨てたまま姿を消したほか、ロサンゼルス市警察が2000枚以上の証拠写真等をなぜか焼却廃棄し早々に捜査を切り上げるなど（その後FBIが捜査を受け継いだ）、捜査状況についても不審とされる点が多い。
さらに複数の研究者が目撃証言や解剖結果、弾道解析を受けて調査した結果、サーハンが銃撃したという捜査結果と矛盾する点があるという結論に達したなど、現在に至ってもサーハンの単独犯行説に異議を唱えるものが多い。

### 現在
その後行われた裁判でサーハンは終身刑となり、数度に渡り裁判のやり直しを求めたもののすべて却下されている。なお、サーハンは1989年にインタビューに応じ、「銃撃の瞬間については覚えていないものの、自分が犯人である」と述べている。カリフォルニア州のプレザントヴァレーにある刑務所に収監されていたが、2021年8月27日、カリフォルニア州当局が仮釈放を勧告した。